# 比列纳
比列纳（西班牙语，西班牙語發音：[biˈʎena]，巴倫西亞語發音：[viˈʎena]），西班牙东部城市，属巴伦西亚自治区阿利坎特省，总面积345.6 km² ，总人口34,928(2008)。